# Ostrinia kasmirica
Ostrinia kasmirica là một loài bướm đêm trong họ Crambidae.